# ローガン郡 (ノースダコタ州)
ローガン郡（英: Logan County）は、アメリカ合衆国ノースダコタ州の南部に位置する郡である。2010年国勢調査での人口は1,990人であり、2000年の2,308人から13.8％減少した。郡庁所在地はナポレオン市（人口792人）であり、同郡で人口最大の自治体でもある。

## 歴史
ローガン郡は1872年から1873年にダコタ準州議会が創設し、郡名は南北戦争の将軍で、イリノイ州選出のアメリカ合衆国上院議員を務めたジョン・A・ローガンに因んで名付けられた。郡政府は1889年9月1日に初めて組織化され、郡庁所在地は1884年から1899年までナポレオンにあった。1899年にキングが短期間郡庁所在地になったが、その後はナポレオンに戻されて現在に至っている。

## 地理
アメリカ合衆国国勢調査局に拠れば、郡域全面積は1,011平方マイル (2,618 km2)であり、このうち陸地は993平方マイル (2,572 km2)、水域は18平方マイル (47 km2)で水域率は1.82％である。

### 主要高規格道路
- ノースダコタ州道3号線
- ノースダコタ州道13号線
- ノースダコタ州道30号線
- ノースダコタ州道34号線
- ノースダコタ州道56号線

### 隣接する郡
- スタッツマン郡 - 北東
- ラムーア郡 - 東
- マッキントッシュ郡 - 南
- エモンズ郡 - 西
- キダー郡 - 北西

## 人口動態
以下は2000年の国勢調査による人口統計データである。
| 基礎データ - 人口: 2,308人 - 世帯数: 963 世帯 - 家族数: 659 家族 - 人口密度: 1人/km2（2人/mi2） - 住居数: 1,193軒 - 住居密度: 0軒/km2（1軒/mi2） 人種別人口構成 - 白人: 99.18% - アフリカン・アメリカン: 0.09% - ネイティブ・アメリカン: 0.13% - アジア人: 0.17% - その他の人種: 0.13% - 混血: 0.30% - ヒスパニック・ラテン系: 0.69% 先祖による構成 - ドイツ系：75.0％ - ノルウェー系：7.0％ - アメリカ人：5.6％ 年齢別人口構成 - 18歳未満: 22.6% - 18-24歳: 3.6% - 25-44歳: 21.8% - 45-64歳: 25.0% - 65歳以上: 27.0% - 年齢の中央値: 46歳 - 性比（女性100人あたり男性の人口） - 総人口: 98.3 - 18歳以上: 95.6 | 世帯と家族（対世帯数） - 18歳未満の子供がいる: 25.8% - 結婚・同居している夫婦: 63.1% - 未婚・離婚・死別女性が世帯主: 3.1% - 非家族世帯: 31.5% - 単身世帯: 29.2% - 65歳以上の老人1人暮らし: 16.0% - 平均構成人数 - 世帯: 2.32人 - 家族: 2.88人 収入と家計 - 収入の中央値 - 世帯: 27,986米ドル - 家族: 33,125米ドル - 性別 - 男性: 23,750米ドル - 女性: 18,269米ドル - 人口1人あたり収入: 16,947米ドル - 貧困線以下 - 対人口: 15.1% - 対家族数: 12.6% - 18歳未満: 16.2% - 65歳以上: 18.8% |

## 都市と町

### 都市
- フレドニア
- ガックル
- レーア
- ナポレオン - 郡庁所在地

注: ノースダコタ州の法人化された自治体は、その大きさに拠らず全て「市」になる

### 郡区
| - ブライアント - フィン - グレンデール - ガットシュミット - ハーグ | - ジャンケ - レッドレイク - シーリー - スターキー |

### 未組織の領域
- ディクソン
- イーストローガン
- ウェストローガン

### 廃止された郡区
- ディクソン
- クローバー[6][7]